# ستریژا
ستریژا (صربی: Striža}} یک منطقهٔ مسکونی در صربستان است که در Pomoravlje District واقع شده‌است.
 ستریژا  ۱٬۹۳۷ نفر جمعیت دارد.